# Coniogramme falcipinna
Coniogramme falcipinna är en kantbräkenväxtart som beskrevs av Ren-Chang Ching och K. H. Shing. Coniogramme falcipinna ingår i släktet Coniogramme och familjen Pteridaceae. Inga underarter finns listade.